# Алиготе
Алиготе́ (фр. Aligoté) — технический (винный) сорт винограда, используемый для производства белых вин.
Сорт выведен во Франции, в Бургундии, более 300 лет тому назад, согласно анализу ДНК, происходит от скрещивания сортов Гуэ блан и сортов группы Пино. Сегодня алиготе успешно выращивается в Восточной Европе, в том числе в Болгарии, Румынии, на Украине, в Молдавии и России. В Бургундии на посадки Алиготе приходится примерно 6 %.

## Описание сорта
Лист средней величины или крупный, округлый, почти цельный, с намечающимися пятью лопастями, гладкий. Цветок обоеполый. Гроздь средней величины. Ягоды жёлто-зеленоватого цвета с тёмно-коричневыми точками. Кожица тонкая, прочная. Мякоть сочная, нежная. Семян в ягоде 1-2.
Сорт восприимчив к серой гнили, в значительной степени поражается мильдью (ложной мучнистой росой), менее восприимчив к оидиуму.
Алиготе хуже переносит морозы, чем ркацители и рислинг. Для районирования винограда в условиях более суровой, чем на юге Франции, зимы, а также для устойчивости к вредителям, выведены протоклоны сорта Алиготе.

## Применение

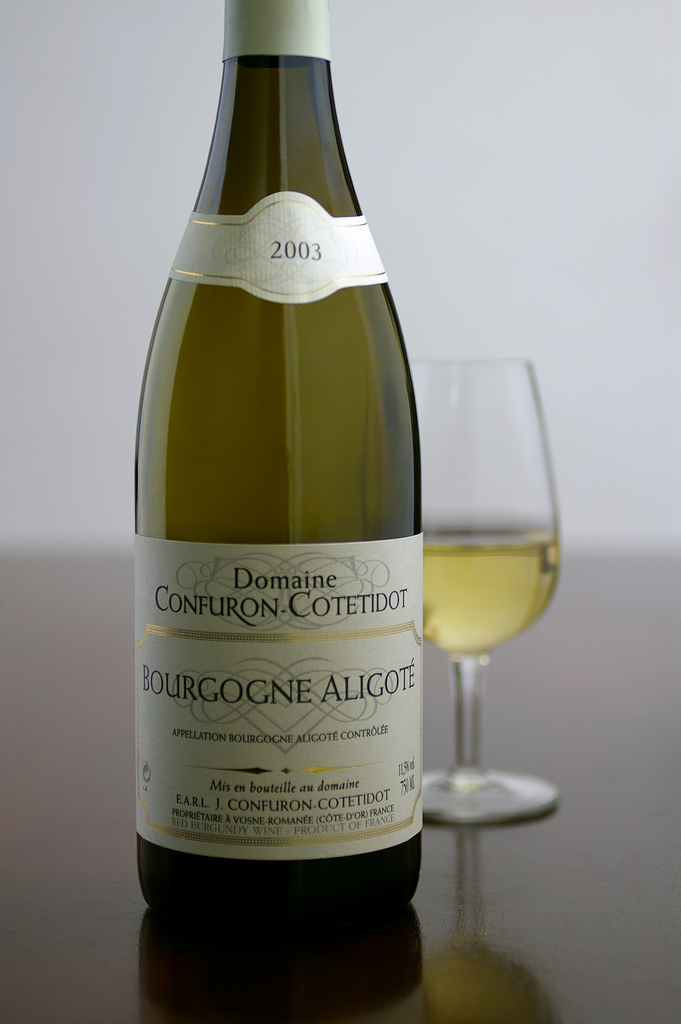
Монокупажное вино из сорта алиготе, выращенного в Бургундии.

Из алиготе изготавливают монокупажные сухие вина, но он хорошо проявляет себя и в сочетаниях с другими сортами.

## Синонимы
В базе VIVC приводится около полусотни вариантов названия, среди которых Beaunois, Carcairone, Chaudenet Gras, Giboulot, Griset Blanc, Mukhranuli, Plant de Trois, Plant Gris, Troyen Blanc, Vert Blan.